# むかばきの滝
むかばきの滝（行縢の滝、むかばきのたき）は、宮崎県延岡市行縢町の行縢川にかかる日本の滝百選に選定されている滝である。祖母傾国定公園および祖母傾県立自然公園に指定されている。

## 概要
生成は行縢山を参照
行縢山の雌岳、雄岳の中心に滝があり、行縢には、ヤマトタケルの伝説も残る 。ヤマトタケルの詠んだ歌から「矢筈（やはず）の滝」の別名もある。